# Alexander Imrich Pockody
Alexander Imrich Pockody (Báb, 1906. augusztus 21. - Pozsony, 1972. február 12.) szlovák költő, író, mezőgazdasági szakember. Bábi Tibor költő testvére.

## Élete
1917-1921 között a nyitrai, nagyszombati és pozsonyi gimnáziumokban tanult. 1922-1924 között a komáromi mezőgazdasági középiskolát végezte el, majd 1925-1929 között a kassai felsőbb mezőgazdasági szakiskolában végzett. 1929-1932 között jogot tanult Prágában és Pozsonyban. 1934-1938 között különböző szövetkezetekben dolgozott Pozsonyban és Prágában. 1938-tól a komáromi, vágújhelyi, báni, vágszabolcsi mezőgazdasági iskolákon tanított. 1953-1960 között a vágújhelyi járási nemzeti bizottság mezőgazdasági osztályvezetője. 1960-1967 között Trencsénben élt, majd nyugdíjba vonult.
Több irodalmi folyóirat (Svojeť, Slovenská liga, Postup) szerkesztőjeként is működött. Műveiben a falusi életet mutatta be.

## Művei
- 1935 Zmŕtvychvstanie Jána Kasalu (regény)
- 1937 Milióny Krištofa Maguru (regény)
- 1938 Klasy pod oblohou (regény)
- Pieseň ľudského bociana (versek)
- Hľadám ťa, život (versek)
- Kniha jednakých dní (versek)
- Podkovy (versek)
- Slávnosť (versek)
- Posolstvo ľuďom zeme (versek)
- 1968 Plameň a brázdy (versek)

Kéziratban maradtak versei: Sväté rúhanie, Na satanovom kočiari, Budíček storočia, Náš Babylon

## Emléke
- 2022-ben Vágújhelyen emléktáblát avattak